# Anomala minuta
Anomala minuta är en skalbaggsart som beskrevs av Hermann Burmeister 1844. Anomala minuta ingår i släktet Anomala och familjen Rutelidae. Inga underarter finns listade i Catalogue of Life.